# Cyclodictyon spectabile
Cyclodictyon spectabile är en bladmossart som beskrevs av Brotherus in Mildbraed 1910. Cyclodictyon spectabile ingår i släktet Cyclodictyon och familjen Hookeriaceae. Inga underarter finns listade i Catalogue of Life.